# Intima
»Intima« je petnajsti singl glasbene skupine Pepel in kri. Singl je bil izdan leta 1983 pri založbi PGP RTB. Avtor glasbe je Jure Robežnik, avtor besedila pa Jakša Fiamengo.
S skladbo »Intima« je skupina Pepel in kri sodelovala na Splitskem festivalu 1983.

## Seznam skladb
| A stran | A stran                                           | A stran |
| Št.     | Naslov                                            | Dolžina |
| ------- | ------------------------------------------------- | ------- |
| 1.      | „Intima‟ (Jure Robežnik/Jakša Fiamengo/Dečo Žgur) | 4:13    |

| B stran | B stran                                             | B stran |
| Št.     | Naslov                                              | Dolžina |
| ------- | --------------------------------------------------- | ------- |
| 1.      | „Kdo‟ (Tadej Hrušovar/Dušan Velkaverh/Jože Privšek) | 2:43    |